# Concert per a orquestra (Bartók)
El Concert per a orquestra (Sz. 116, BB 123) és una composició musical per a orquestra simfònica escrita pel compositor hongarès Béla Bartók l'any 1943. Va ser estrenat l'1 de desembre de 1944 al Symphony Hall de Boston, interpretada per la Boston Symphony Orchestra sota la direcció de Serge Koussevitzky. És una de les obres més conegudes i més populars de Bartók. Consta de cinc moviments, i deu el seu nom al fet que sovint un instrument (o un grup d'ells) s'oposa, com a solista, a l'orquestra.
El Concert de Bartók és també el més conegut del reduït nombre d'obres que porten el títol de Concert per a orquestra.

## Composició
L'obra fou un encàrrec de la Koussevitzky Foundation, dirigida per Serge Koussevitzky. Bartók, que havia deixat el seu país i s'havia traslladat a Nova York l'any 1940, va compondre el Concert l'any 1943. Es va estrenar el 1944 i va tenir un èxit immediat. Bartók revisà la peça poc després, tot allargant-ne el darrer moviment. L'èxit de l'obra va animar Bartók, que va rebre altres encàrrecs; tanmateix, no va poder fruir-ne gaire temps, ja que va morir deu mesos després de l'estrena.

## Anàlisi musical
El Concert per a orquestra s'estructura en cinc moviments, els quals formen un arc: vivo-moderato-lento-moderato-vivo. El moviment central, Elegia, està precedit i seguit de dos moviments curts, a manera de scherzos; aquests són de fet interludis dins el conjunt de l'obra, que té una estructura essencialment simfònica. L'obra combina elements de música culta occidental i música folklòrica, especialment hongaresa, i s'aparta de la tonalitat tradicional, sovint mitjançant l'ús de modes tradicionals i escales no convencionals.
El mateix Béla Bartók donà explicacions sobre el nom i el sentit de l'obra. D'una banda, "El títol d'aquesta mena de simfonia prové de la seva tendència a tractar els instruments de l'orquestra d'una manera concertant, gairebé com si fossin solistes", la qual cosa és especialment notòria en el segon moviment. D'altra banda, "L'atmosfera general de l'obra --a banda del juganer segon moviment-- representa una transició gradual de l'austeritat del primer moviment i el lúgubre cant de mort del tercer, fins a l'afirmació vital del darrer."

### Instrumentació
La peça va ser escrita per a 3 flautes (una d'elles també flautí), 3 oboès (un corn anglès), 3 clarinets (un clarinet baix), 3 fagots (un contrafagot), 4 trompes, 3 trompetes, 3 trombons, tuba, timbales, tambor, bombo, plats, triangle, gong, 2 arpes i cordes.

### Moviments

#### Primer moviment: Introduzione. Andante non troppo - Allegro vivace
El primer moviment comença amb una introducció lenta i misteriosa que sembla preludiar moltes de les idees que apareixeran després. La introducció dona pas a un allegro amb nombrosos passatges fugats. Està estructurat en forma sonata.

#### Segon moviment: Giuoco delle coppie. Allegretto scherzando
Aquest moviment consta de cinc seccions, en cadascuna de les quals hi ha una parella d'instruments tocant plegats. En cadascun d'aquests passatges l'interval entre els dos instruments és diferent: una sexta entre els fagots, una tercera entre els oboès, una sèptima entre els clarinets, una quinta entre les flautes i una segona entre les trompetes amb sordina. Després d'un coral a càrrec de la secció de metall, reapareix la música de les parelles.

#### Tercer moviment: Elegia. Andante non troppo
El tercer és un altre moviment lent, típic de l'anomenada música nocturna de Bartók. L'apassionada secció central està basada en un tema d'aire hongarès extret del primer moviment.

#### Quart moviment: Intermezzo interrotto. Allegretto
El quart moviment consta d'una melodia que flueix amb canvis de compàs, barrejada amb un tema que parodia la marxa de la Setena simfonia de Xostakóvitx. El tema és interromput per glissandos en els trombons i els instruments de vent.

#### Cinquè moviment: Finale. Pesante - Presto
El cinquè moviment també està escrit en forma sonata. La seva música està caracteritzada pel seu virtuosisme i la presència del contrapunt, amb seccions fugades. Comença amb una brillant música amb aires de dansa, amb interludis suaus a tall de contrast, i passatges fugats basats en un tema presentat per les trompetes.